# Kościół św. Alberta Chmielowskiego w Zielonej Górze
Kościół pw. św. Alberta Chmielowskiego w Zielonej Górze – murowany kościół rzymskokatolicki należący do parafii św. Alberta Chmielowskiego, dekanatu Zielona Góra – Ducha Świętego, diecezji zielonogórsko-gorzowskiej, metropolii szczecińsko-kamieńskiej, zlokalizowany w Zielonej Górze w województwa lubuskim.

## Historia

### Erygowanie parafii
Erygowanie parafii i poświęcenie kaplicy św. brata Alberta Chmielowskiego (powstała na terenie byłego hotelu robotniczego) nastąpiło w dniu 23 kwietnia 1991 roku, przez ks. biskupa ordynariusza Józefa Michalika. Z biegiem czasu okazało się, że za mała powierzchnia uniemożliwia godne przeprowadzanie nabożeństwa w istniejącej kaplicy. Po uzyskaniu placu pod budowę ks. proboszcz Czesław Kroczak wraz z parafianami podejmują decyzję o budowie nowej świątyni.

### Budowa kościoła
Podczas liturgii w Gorzowie Wlkp. w czasie V pielgrzymki Jana Pawła II do ojczyzny 2 czerwca 1997 roku, papież poświęcił kamień węgielny pod budowę kościoła i pamiątkową tablicę. W dniu 22 czerwca 1997 roku powstaje Społeczny Komitet Budowy Kościoła. W dniu 19 października 1997 roku ks. prałat Konrad Herrmann dokonał poświęcenia placu pod budowę kościoła, a 31 marca 1998 roku otrzymano pozwolenie na jego budowę. Inspektorem nadzoru został pan Grzegorz Wieliński, a kierownikiem budowy Jerzy Kołek.
Pierwsze prace budowlane rozpoczęły się od niwelacji terenu, usuwania wysypiska gruzu i wycinania chaszczy. Ks. biskup diecezjalny Adam Dyczkowski dokonał w dniu 24 maja 1998 roku wmurowania kamienia węgielnego. W dniach 13–21 marca 1999 roku parafia przeżywa misje święte. Na placu przed budującym się kościołem postawiono krzyż misyjny.
Mury kościoła zostały poświęcone przez ks. biskupa pomocniczego Edwarda Dajczaka w dniu 17 czerwca 2000 roku, a w trakcie mszy św. po raz pierwszy zabrzmiały organy, które parafia otrzymała w darze od niemieckiej archidiecezji katolickiej z Paderborn. W 2001 roku prowadzone są prace ziemne wokół kościoła. Rok 2002 to czas dalszych prac budowlanych wewnątrz kościoła, kładzione są tynki, płyty gipsowe sufitów, szpachlowanie i malowanie oraz montaż okien. Lata 2003–2005 to prace związane z centralnym ogrzewaniem, wykonaniem posadzek, prace elewacyjne wraz z ocieplaniem ścian oraz montaż ołtarza.
14 maja 2005 roku umiera budowniczy świątyni ks. kanonik proboszcz Czesław Kroczak. Dalsze prace wykończeniowe są prowadzone przez ks. kanonika dra Jana Romaniuka, którego 12 czerwca 2005 roku powołał ks. biskup Adam Dyczkowski na nowego proboszcza parafii. W latach 2006–2007 ukończono prace elewacyjne i kontynuowano układanie płytek marmurowych, a w oknach zamontowano witraże i dzwony elektroniczne. Wiosną 2008 roku zakończono prace malarskie. Konsekracji świątyni pw. św. brata Alberta Chmielowskiego dokonał ordynariusz diecezji ks. bp Stefan Regmunt 1 czerwca 2008 roku.